# Carl Humann

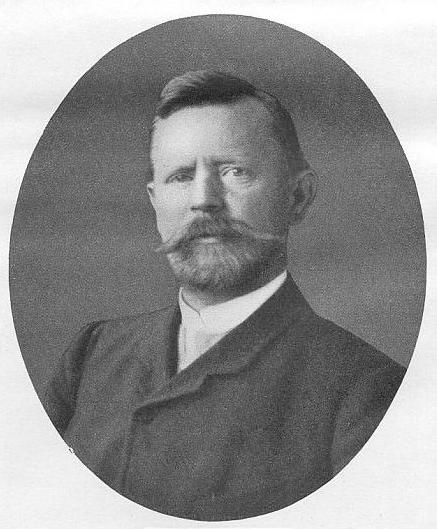
Carl Humann.

Carl Humann, förnamnet även skrivet Karl, född 4 januari 1839, död 12 april 1896, var en tysk ingenjör, arkitekt och arkeolog.
Humann begav sig 1861 till den grekiska arkipelagen och byggde kort därefter ett palats i Konstantinopel. Därmed fick han den turkiska regeringens uppmärksamhet på sig. Sedan 1864 utförde Humann åtskilliga viktiga ingenjörsarbeten i Palestina, Turkiet och Mindre Asien.
Framförallt gjorde han sig ett namn genom sina 1878 påbörjade utgrävningar i Pergamon. Humann gjorde 1883 en expedition till Nemrud-Dag vid Eufrat samt deltog i början i utgrävningarna vid Sendjirli (1888) i Nordsyrien. 1890 började Humann sina likaledes resultatrika utgrävningar i Magnesia.